# Foro Italico

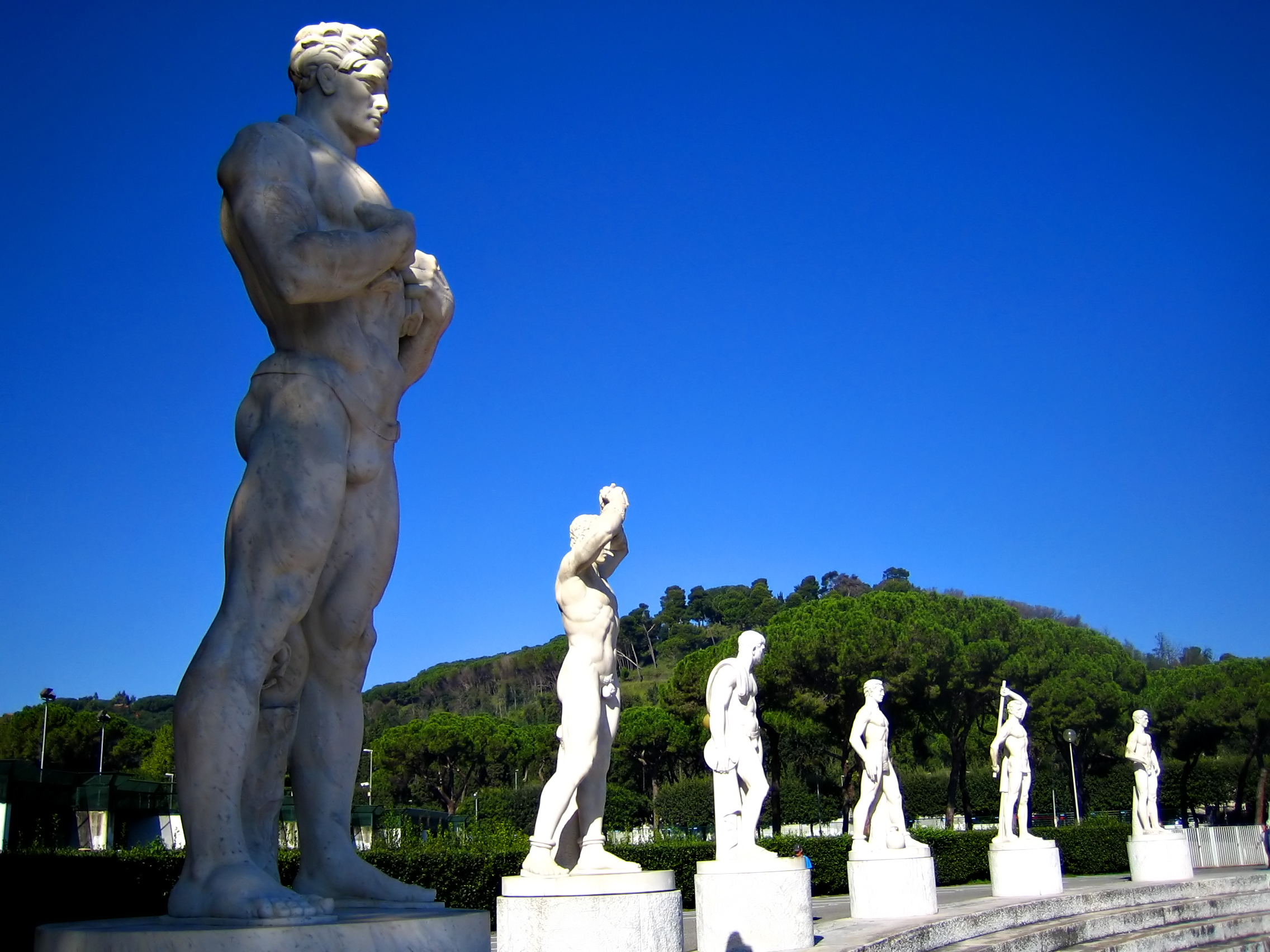
Marmorstatyer föreställande atleter runt Stadio dei Marmi

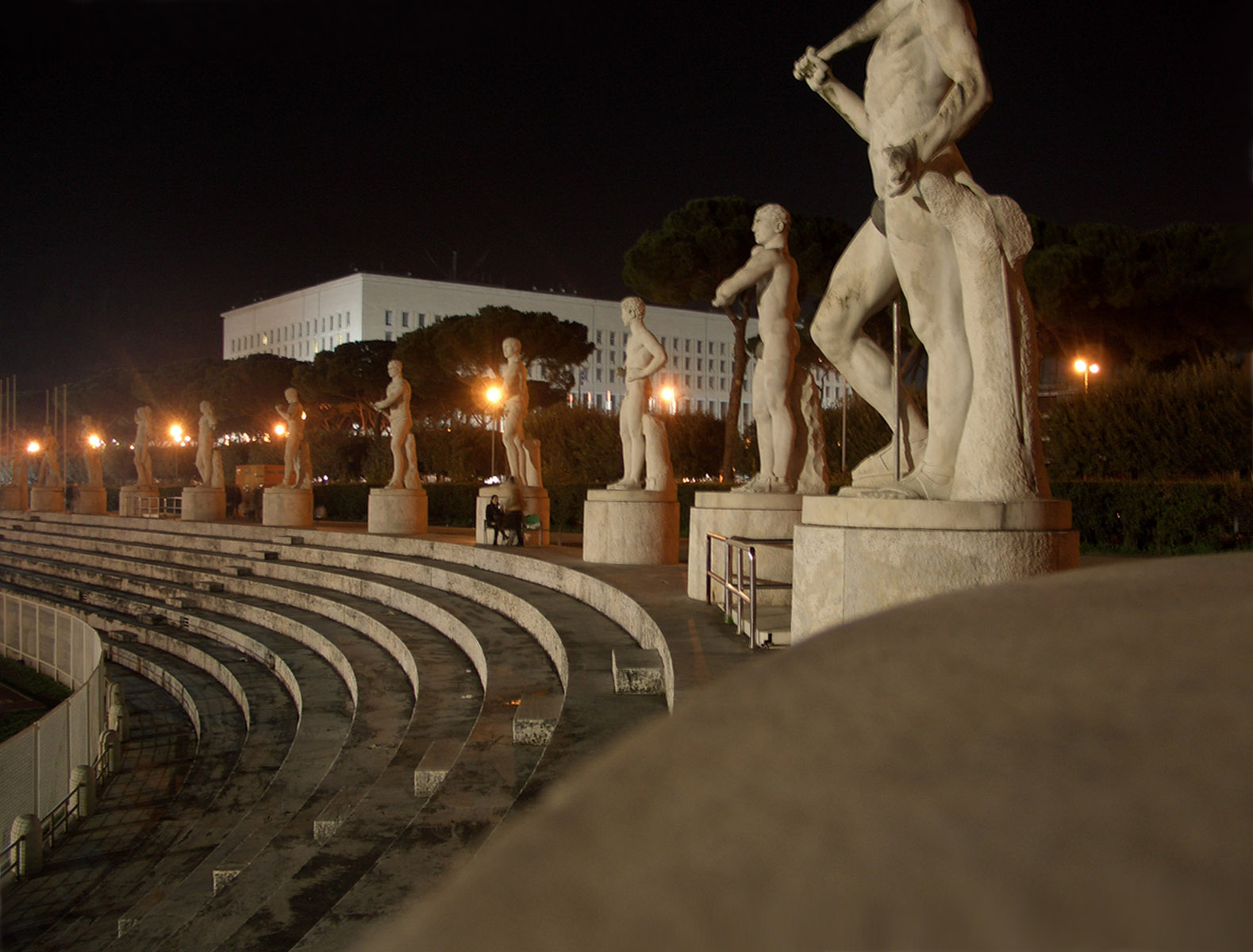
Stadio dei Marmi och i bakgrunden Palazzo della Farnesina.

Foro Italico, tidigare Foro Mussolini, är en idrottsanläggning i Rom, Italien. Komplexet anlades mellan 1928 och 1938 och har varit arena för flera betydande idrottsmästerskap, varav det främsta kanske är OS i Rom 1960.
Anläggningen ligger vid foten av det moderna Roms högsta kulle, Monte Mario, och nära floden Tiberns strand. Vid samma tid uppfördes det intilliggande Palazzo della Farnesina (dåvarande Palazzo del Littorio). Arenan anses vara ett mästerverk inom 1930-talsarkitektur och ritades av Enrico Del Debbio och Luigi Moretti på uppdrag från Benito Mussolini. Foro Italico är ett tydligt och välbevarat exempel på idrottsanläggningar som uppfördes under fascisttiden i propagandasyfte för att skapa nationell stolthet och för att koppla samman idrott med regimen.
Foro Italico-komplexet omfattar Roms Olympiastadion, Stadio dei Marmi ("Marmorstadion"), Stadio Olimpico del Nuoto (simanläggning) och tennisbanor.

## Sportevenemang
- Rome Masters sedan 1949
- Olympiska sommarspelen 1960
- Europamästerskapet i fotboll för herrar 1968
- Europamästerskapen i friidrott 1974
- Europamästerskapet i fotboll för herrar 1980
- Europamästerskapen i simsport 1983
- Världsmästerskapen i friidrott
- Världsmästerskapet i fotboll 1990
- Världsmästerskapen i simsport 1994
- Världsmästerskapen i simsport 2009